# Zeitungsbote

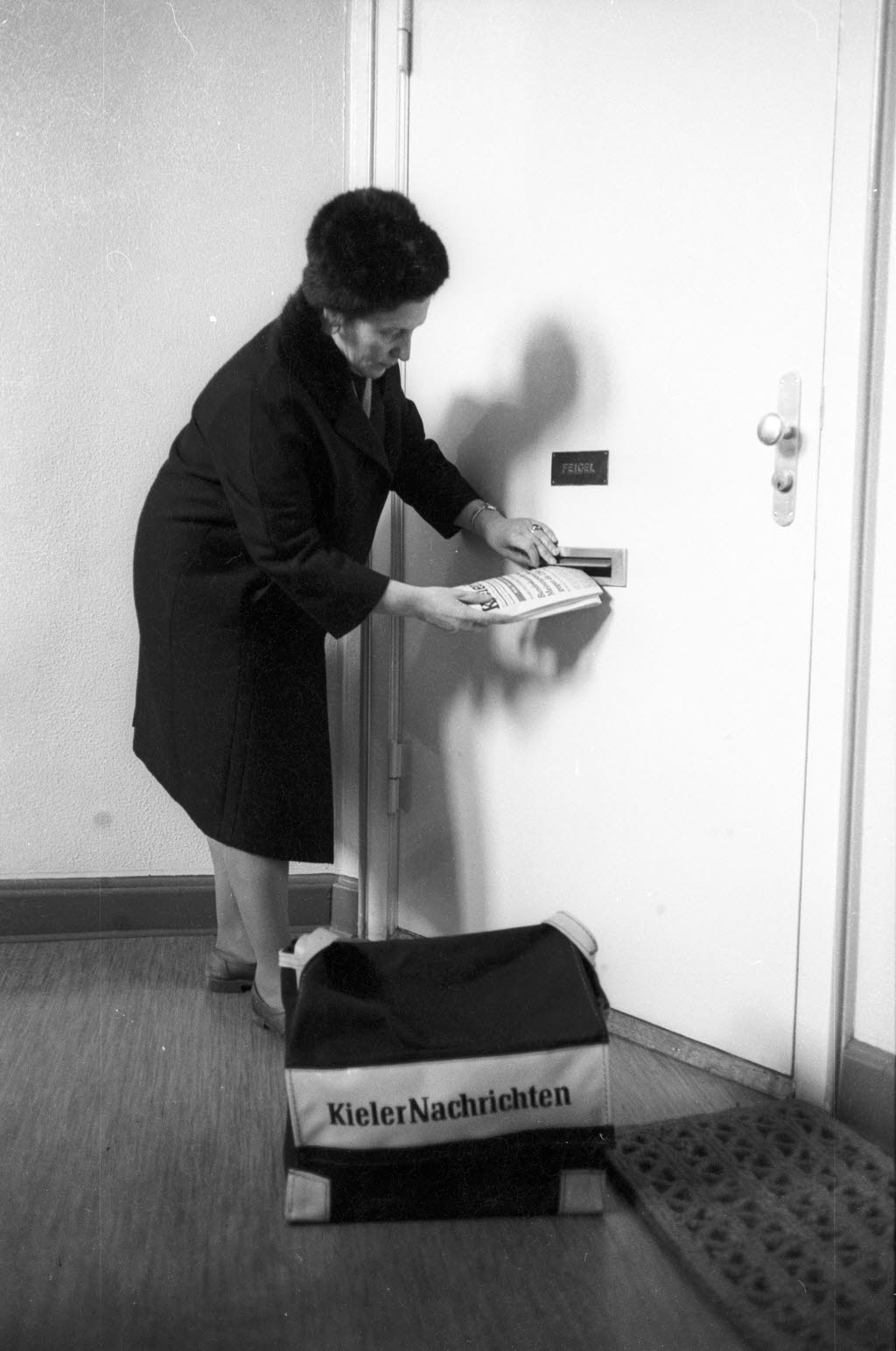
Zeitungsausträgerin der Kieler Nachrichten (1968)

Ein Zeitungsbote ist ein Mitarbeiter (zumeist auf selbstständiger Basis) einer Tageszeitung, der die aktuelle Ausgabe der Zeitung zum Kunden austrägt. Im Gegensatz zur Auslieferung mit der Post wird eine Zeitung vom Zeitungsboten weitaus früher am Tag, zumeist in den frühen Morgenstunden, ausgeliefert.
Die Bezahlung richtet sich nach der Menge der auszuliefernden Zeitungen und steigt teilweise mit der Anzahl der Werbe-Beilagen.
Mit der Einführung des deutschen Mindestlohngesetzes wird auch für Zeitungsboten den Mindestlohn festgeschrieben. Jedoch konnte der Lohn als Übergangsregelung (im Gegensatz zu anderen Branchen) im Jahr 2015 noch 25 Prozent und 2016 noch 15 Prozent unter dem Mindestlohn liegen. Der Geschäftsführer der TAZ, Karl-Heinz Ruch, kritisierte diese Regelung: „Ich glaube, die Boten werden vielleicht nie einen Mindestlohn kriegen, weil es dann diesen Beruf nicht mehr gibt.“
Ein Mindestlohn in ländlichen Regionen führe zu Stellenabbau oder Scheinselbstständigkeit. Weiterhin könnten gedruckte Zeitungen durch E-Paper ersetzt werden.